# Charlotte (Texas)
Charlotte es una ciudad ubicada en el condado de Atascosa en el estado estadounidense de Texas. En el Censo de 2010 tenía una población de 1.715 habitantes y una densidad poblacional de 331,75 personas por km².

## Geografía
Charlotte se encuentra ubicada en las coordenadas 28°51′33″N 98°42′2″O / 28.85917, -98.70056. Según la Oficina del Censo de los Estados Unidos, Charlotte tiene una superficie total de 5.17 km², de la cual 5.17 km² corresponden a tierra firme y (0%) 0 km² es agua.

## Demografía
Según el censo de 2010, había 1.715 personas residiendo en Charlotte. La densidad de población era de 331,75 hab./km². De los 1.715 habitantes, Charlotte estaba compuesto por el 82.92% blancos, el 1.63% eran afroamericanos, el 1.11% eran amerindios, el 0.06% eran asiáticos, el 0% eran isleños del Pacífico, el 11.9% eran de otras razas y el 2.39% pertenecían a dos o más razas. Del total de la población el 75.1% eran hispanos o latinos de cualquier raza.